# Winston Science Fiction
La Winston Science Fiction era una serie di 37 romanzi americani per ragazzi di fantascienza pubblicati dalla John C. Winston Company di Filadelfia dal 1952 al 1960 e dal suo successore Holt, Rinehart & Winston nel 1960 e nel 1961. Comprendeva 35 romanzi di vari scrittori, tra cui molti che sono diventati famosi nel campo della fantascienza, come Poul Anderson, Arthur C. Clarke, Ben Bova e Lester del Rey. Della serie fanno parte anche un'antologia, The Year After Tomorrow, a cura di del Rey ed altri ed un libro di saggistica Rockets through Space: The Story of Man's Preparations to Explore the Universe di del Rey che descrive in dettaglio la scienza e la tecnologia fattuali del volo missilistico. Molte delle sovraccoperte sono diventate dei classici della fantascienza; gli artisti includevano i vincitori del Premio Hugo Ed Emshwiller e Virgil Finlay insieme a nominati al premio come Mel Hunter e Alex Schomburg.

## Storia
La serie iniziò nel 1952 con la pubblicazione dei primi 5 libri: Earthbound di Milton Lesser, Find the Feathered Serpent di Evan Hunter, Il clandestino dell'astronave di Lester del Rey, Son of the Star di Raymond Jones e Tra i vampiri di Venere di Philip Latham. Più tardi nell'anno un secondo gruppo di cinque romanzi furono aggiunti alla serie: Figli dell'abisso di Bryce Walton, Mists of Dawn di Chad Oliver, Rocket Jockey di Phillip St. John, Isole cosmiche di Arthur Clarke, La città perduta di Poul Anderson. Ogni libro era un romanzo originale scritto appositamente per la serie Winston e commercializzato per il pubblico giovanile.

## Significato letterario ed accoglienza
A differenza dei personaggi statici come Tom Swift e il ciclo di Lucky Starr, gli eroi di Winston mostrano una crescita dinamica e lo sviluppo del personaggio nei loro romanzi e serie. Questo fatto ha contribuito all'influenza duratura della serie sui suoi lettori, creando modelli di ruolo accessibili per i giovani lettori.

## Artwork
Le illustrazioni delle sovraccoperte della prima edizione ad opera di famosi artisti di fantascienza hanno reso il set di Winston altamente collezionabile. Tra i collaboratori ci sono artisti vincitori del Premio Hugo come Alex Schomburg (che ha anche creato i giornali usati in ogni libro della serie) e Virgil Finlay, così come artisti che hanno ricevuto una nomination al premio Hugo come Mel Hunter e Ed Emshwiller. C'è anche una copertina ("Deserto dei mostri") di Paul Blaisdell, noto soprattutto per i suoi mostri fantasiosamente estremi nei film di fantascienza a basso budget degli anni '50, come Il conquistatore del mondo.
Le copertine di Winston presentano immagini colorate di voli spaziali, esplorazioni (della Terra, dello spazio e del tempo) ed altri temi fantastici che descrivono scene importanti di ogni libro. L'arte è simile nello stile all'arte pulp fiction del tempo, ma come i romanzi stessi, l'arte tende a una rappresentazione credibile e accurata dell'argomento. Artisti come Mel Hunter avevano una vasta formazione in illustrazione scientifica e tecnica e una vasta conoscenza delle tecnologie spaziali. Questo dà alle copertine un aspetto più serio di qualche altra arte del tempo, e complimenti l'atteggiamento educativo che gli autori hanno preso nello scrivere le loro anticipazioni fattuali descrivendo la scienza e la tecnologia che appare nei libri.

## Libri
| Anno | Titolo                                                       | Autore                                        | Cover           | Note                                |
| ---- | ------------------------------------------------------------ | --------------------------------------------- | --------------- | ----------------------------------- |
| 1952 | Earthbound                                                   | Milton Lesser                                 | Peter Poulton   |                                     |
| 1952 | Find the Feathered Serpent                                   | Evan Hunter                                   | Henry Sharp     |                                     |
| 1952 | Tra i vampiri di Venere (Five Against Venus)                 | Philip Latham                                 | Virgil Finlay   |                                     |
| 1952 | L'isola nel cielo (Islands in the Sky)                       | Arthur C. Clarke                              | Alex Schomburg  |                                     |
| 1952 | Il clandestino dell'astronave (Marooned on Mars)             | Lester del Rey                                | Paul Orban      |                                     |
| 1952 | Mists of Dawn                                                | Chad Oliver                                   | Alex Schomburg  |                                     |
| 1952 | Rocket Jockey                                                | Philip St. John                               | Alex Schomburg  |                                     |
| 1952 | Son of the Stars                                             | Raymond F. Jones                              | Alex Schomburg  |                                     |
| 1952 | Figli dell'abisso (Sons of the Ocean Deeps)                  | Bryce Walton                                  | Paul Orban      |                                     |
| 1952 | La città perduta (Vault of the Ages)                         | Poul Anderson                                 | Paul Orban      |                                     |
| 1953 | Uomini bolla (Attack from Atlantis)                          | Lester del Rey                                | Kenneth S. Fagg |                                     |
| 1953 | Sfere di fuoco (Battle on Mercury)                           | Erik Van Lhin                                 | Kenneth S. Fagg |                                     |
| 1953 | L'era del dinosauro (Danger: Dinosaurs!)                     | Richard Marsten                               | Alex Schomburg  |                                     |
| 1953 | L'astronave fantasma (Missing Men of Saturn)                 | Philip Latham                                 | Alex Schomburg  |                                     |
| 1953 | Il pianeta misterioso (The Mysterious Planet)                | Kenneth Wright                                | Alex Schomburg  |                                     |
| 1953 | La cintura degli asteroidi (Mystery of the Third Mine)       | Robert W. Lowndes                             | Kenneth S. Fagg |                                     |
| 1953 | Planet of Light                                              | Raymond F. Jones                              | Alex Schomburg  | Sequel di Son of the Stars          |
| 1953 | Rocket to Luna                                               | Richard Marsten                               | Alex Schomburg  |                                     |
| 1953 | The Star Seekers                                             | Milton Lesser                                 | Paul Calle      |                                     |
| 1953 | I vandali dello spazio (Vandals of the Void)                 | Jack Vance                                    | Alex Schomburg  |                                     |
| 1954 | Razzi verso il nulla (Rockets to Nowhere)                    | Philip St. John                               | Alex Schomburg  |                                     |
| 1954 | Il mistero di Saturno (The Secret of Saturn's Rings)         | Donald A. Wollheim                            | Alex Schomburg  |                                     |
| 1954 | Noi verso le stelle (Step to the Stars)                      | Lester del Rey                                | Alex Schomburg  |                                     |
| 1954 | La rivolta dei Titani (Trouble on Titan)                     | Alan E. Nourse                                | Alex Schomburg  |                                     |
| 1954 | The World at Bay                                             | Paul Capon                                    | Alex Schomburg  |                                     |
| 1954 | The Year After Tomorrow                                      | Lester del Rey, Cecile Matschat e Carl Carmer | Mel Hunter      | Antologia di nove racconti          |
| 1955 | Deserto dei mostri (The Ant Men)                             | Eric North                                    | Paul Blaisdell  |                                     |
| 1955 | L'enigma del pianeta rosso (The Secret of the Martian Moons) | Donald A. Wollheim                            | Alex Schomburg  |                                     |
| 1956 | Il pianeta sperduto (The Lost Planet)                        | Paul Dallas                                   | Alex Schomburg  |                                     |
| 1956 | Destinazione Luna (Mission to the Moon)                      | Lester del Rey                                | Alex Schomburg  | Sequel di Noi verso le stelle       |
| 1957 | Rockets Through Space                                        | Lester del Rey                                | James Heugh     | Special Companion Book (nonfiction) |
| 1958 | The Year When Stardust Fell                                  | Raymond F. Jones                              | James Heugh     |                                     |
| 1959 | Il segreto del nono pianeta (The Secret of the Ninth Planet) | Donald A. Wollheim                            | James Heugh     |                                     |
| 1959 | Conquistatori di stelle (The Star Conquerors)                | Ben Bova                                      | Mel Hunter      |                                     |
| 1960 | Olimpiadi tra le stelle (Stadium Beyond the Stars)           | Milton Lesser                                 | Mel Hunter      |                                     |
| 1961 | Moon of Mutiny                                               | Lester del Rey                                | Ed Emshwiller   | Sequel di Destinazione Luna         |
| 1961 | Spacemen, Go Home                                            | Milton Lesser                                 | Ed Emshwiller   |                                     |